# Agarista timorensis
Agarista timorensis är en fjärilsart som beskrevs av Rothschild 1896. Agarista timorensis ingår i släktet Agarista och familjen nattflyn. Inga underarter finns listade i Catalogue of Life.